# Przycisk opcji

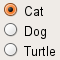
Przyciski opcji z etykietami Cat, Dog i Turtle

Przycisk opcji, przycisk radiowy – element graficznego interfejsu programów komputerowych.
Przycisk opcji posiada dwa stany: włączony i wyłączony, a „naciśnięcie” go lewym klawiszem myszy zawsze spowoduje jego włączenie. W momencie aktywacji dezaktywuje on pozostałe przyciski z danej grupy – widżetem jest więc grupa przycisków wzajemnie wykluczających się.
Zdarzenia generowane są spod każdego przycisku – zawsze generowane jest zdarzenie aktywacji przycisku; bywa, że jest też generowane zdarzenie dezaktywacji wcześniej aktywnego przycisku. Jeśli biblioteka programistyczna jest wyposażona w mechanizm sygnałów i slotów, to zwykle podłącza się wszystkie sygnały aktywacji każdego przycisku z grupy do jednego slotu, gdyż wszystkie przyciski zwykle są stowarzyszone z jednym stanem w używającym je oknie.